# Бессарабське питання

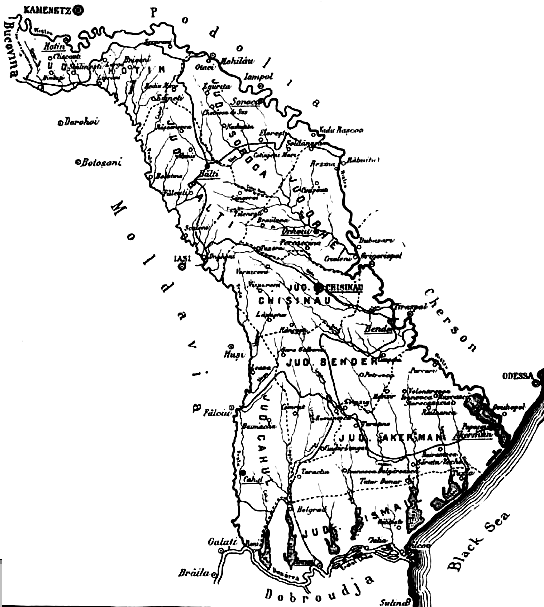
Карта Бессарабії

Бессарабське питання або Бессарабська проблема (рум. Problema basarabeană або chestiunea basarabeană; рос. Бессарабский вопрос або бессарабская проблема) — це назва, дана суперечці про право власності на географічний регіон Бессарабія, яка розпочалася з анексією регіону Російською імперією від румунського князівства Молдови в 1812 році за Бухарестським договором і яка продовжилася після незалежності та об'єднання Бессарабії з Румунією в 1917 році, окупації та анексії регіону Радянським Союзом у 1940 році та розпаду Радянського Союзу, що спричинив відродження двох держав, кожна з яких контролювала частину Бессарабії: Молдови та України.

## Передумови
У 1812 році Російська імперія за Бухарестським мирним договором анексувала Бессарабію у румунського князівства Молдови. У румунському націоналізмі ця подія вважалася неприйнятною. У той час Молдавія була васалом Османської імперії. Завдяки цьому румуни включили б Бессарабію до ірредентистського проекту Великої Румунії, держави, яка включала б усе етнічно румунське населення на своїй території.

## Перша світова війна, міжвоєнний період та Друга світова війна

Адміністративна карта Великої Румунії 1930 року

У 1917 році Бессарабія проголосила незалежність і приєдналася до Румунії. Українська Держава, очолювана Павлом Скоропадським, висунула територіальні претензії на Бессарабію, вказуючи на значну кількість українського населення в регіоні та на те, що Бессарабія була частиною історичної Русі та Галицького князівства. Скоропадський не мав військових ресурсів для протидії, запровадив проти Румунії торговельні санкції. З огляду на необхідність встановлення дипломатичних відносин із країнами Антанти (дипломатичні представництва Великої Британії, Франції та інших діяли в Румунії), П. Скоропадський погодився на підписання тимчасової торговельної угоди. Вирішення питання щодо Бессарабії було відкладено до завершення Першої світової війни.
Після утворення СРСР радянська влада почала заперечувати румунську приналежність Бессарабії. СРСР заявляв, що Бессарабія була незаконно окупована румунськими військами. Під час переговорів було узгоджено демаркаційну лінію між країнами по Дністру. СРСР продовжував вважати Бессарабію окупованою територією, але обидві сторони погодилися уникати силового вирішення конфлікту. 1940 року Радянський Союз окупував Бессарабію, а також Північну Буковину. В 1941 році Румунія відвоювала ці регіони, але Радянський Союз зновузахопив їх в 1944 році. За радянської влади Бессарабія була поділена між Українською РСР і новою Молдавською РСР.

## Комуністичний період
У Паризькому мирному договорі 1947 року Радянський Союз і Румунія підтвердили кордони один одного, визнавши Бессарабію, Північну Буковину та Герцавську область територією відповідних радянських республік.
Протягом усієї початку холодної війни у Румунії питання Бессарабії не піднімалося. У 1950-х роках дослідження історії та Бессарабії були забороненими предметами в Румунії, оскільки Румунська робітнича партія намагалася підкреслити зв'язки між румунами та росіянами, а анексію вважали лише доказом інтернаціоналізму Радянського Союзу.
Починаючи з 1960-х років, Георге Георгіу-Деж і Ніколає Чаушеску проводили політику дистанціювання від Радянського Союзу, але дискусія щодо Бессарабії обговорювалася лише в таких галузях науки, як історіографія та лінгвістика, а не на політичному рівні.
Оскільки румунсько-радянські відносини досягли найнижчого рівня в середині 1960-х років, радянські вчені опублікували історичні статті про «Боротьбу за об'єднання Бессарабії з радянською батьківщиною» (Артем Лазарєв) і «Розвиток молдовської мови» (Ніколає Корлацеану). З іншого боку, Румунська академія опублікувала деякі замітки Карла Маркса, в яких говориться про «несправедливість» анексії Бессарабії в 1812 році, а Чаушеску в своїй промові 1965 року процитував листа Фрідріха Енгельса, в якому він критикував російську анексію, а в іншій своїй промові 1966 року він засудив заклики Румунської комуністичної партії до Другої світової війни і радянської анексії Бессарабії та Буковини.
Це питання висвітлювалося щоразу, коли відносини з Радянами занепадали, але воно ніколи не ставало серйозним предметом переговорів на високому рівні. Уже в листопаді 1989 року, коли радянська підтримка зменшилася, під час 14-го з'їзду Комуністичної партії Румунії Чаушеску знову підняв бессарабське питання, де він засудив радянське вторгнення і вимагав анулювання пакту Молотова — Ріббентропа (і таким чином, відхід Бессарабії, Північної Буковини та Герцівщини до Румунії).

## Новітня історія
Після Румунської революції новий президент Румунії Іон Ілієску та радянський президент Михайло Горбачов 5 квітня 1991 року підписали політичний договір, який, серед іншого, визнавав радянсько-румунський кордон. Однак Румунія відмовилася його ратифікувати. Зрештою Румунія та Росія підписали та ратифікували договір у 2003 році, після проголошення незалежності Молдови та України.
Нині в Молдові існує рух за об'єднання з Румунією. Крім того, нині румунські націоналісти також претендують на українські частини Бессарабії та Буковини. Однак Румунія повністю визнала свій нинішній кордон з Україною і навпаки закрипіла його договором про дружбу 1997 року.